# يوم الذكرى (إسرائيل)
يوم الذكرى ((بالعبرية: יוֹם הַזִּכָּרוֹן‏)) هو يوم الذكرى الرسمي لإسرائيل، وتم سنه قانوناً في عام 1963. بينما يخصص يوم الذكرى تقليدياً للجنود الذين سقطوا، إلا أن التخليد امتد الآن للمدنيين ضحايا العنف السياسي بشكل عام.

## تاريخ

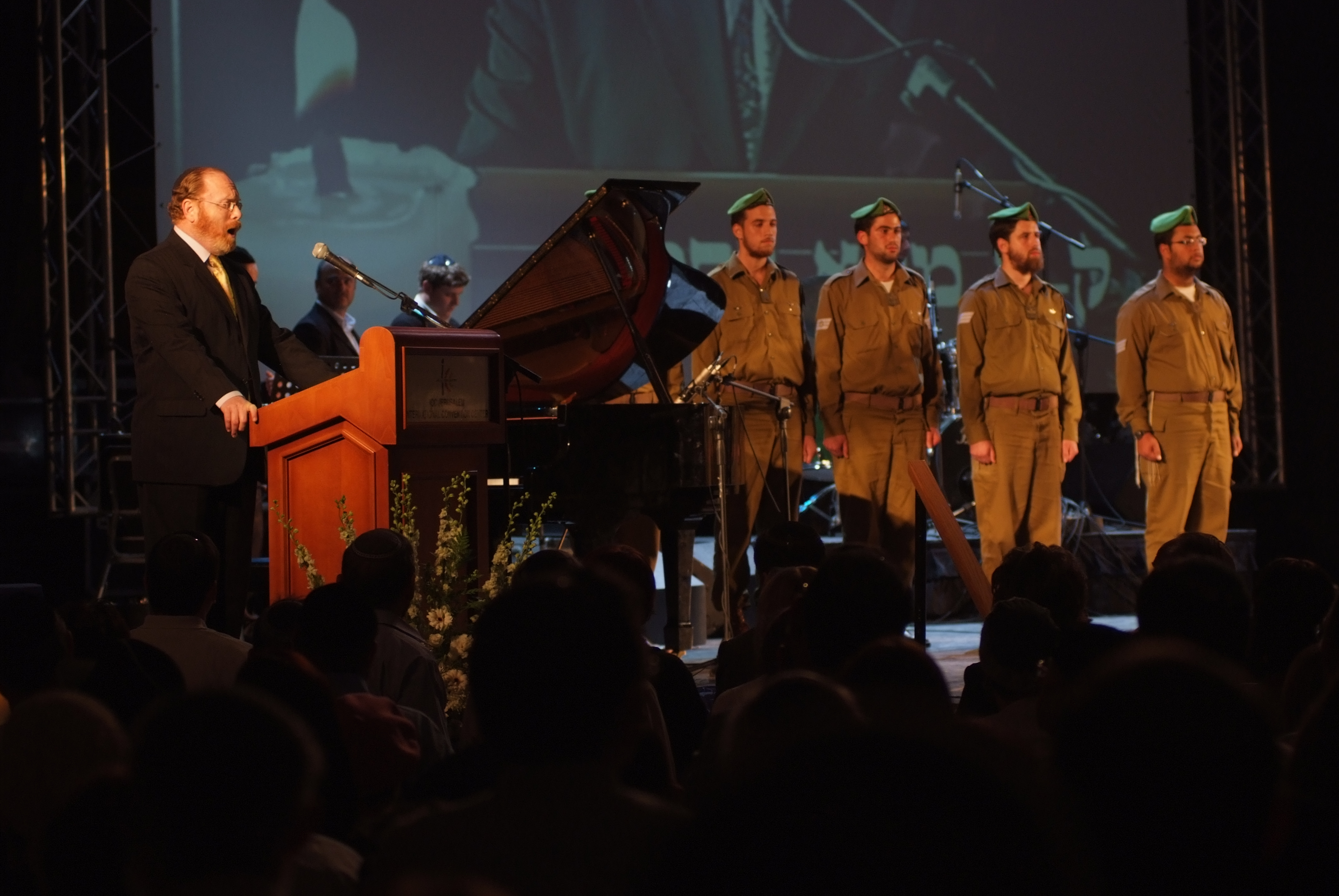
جنود الجيش الإسرائيلي في إحدى حفلات يوم الذكرى، 2007

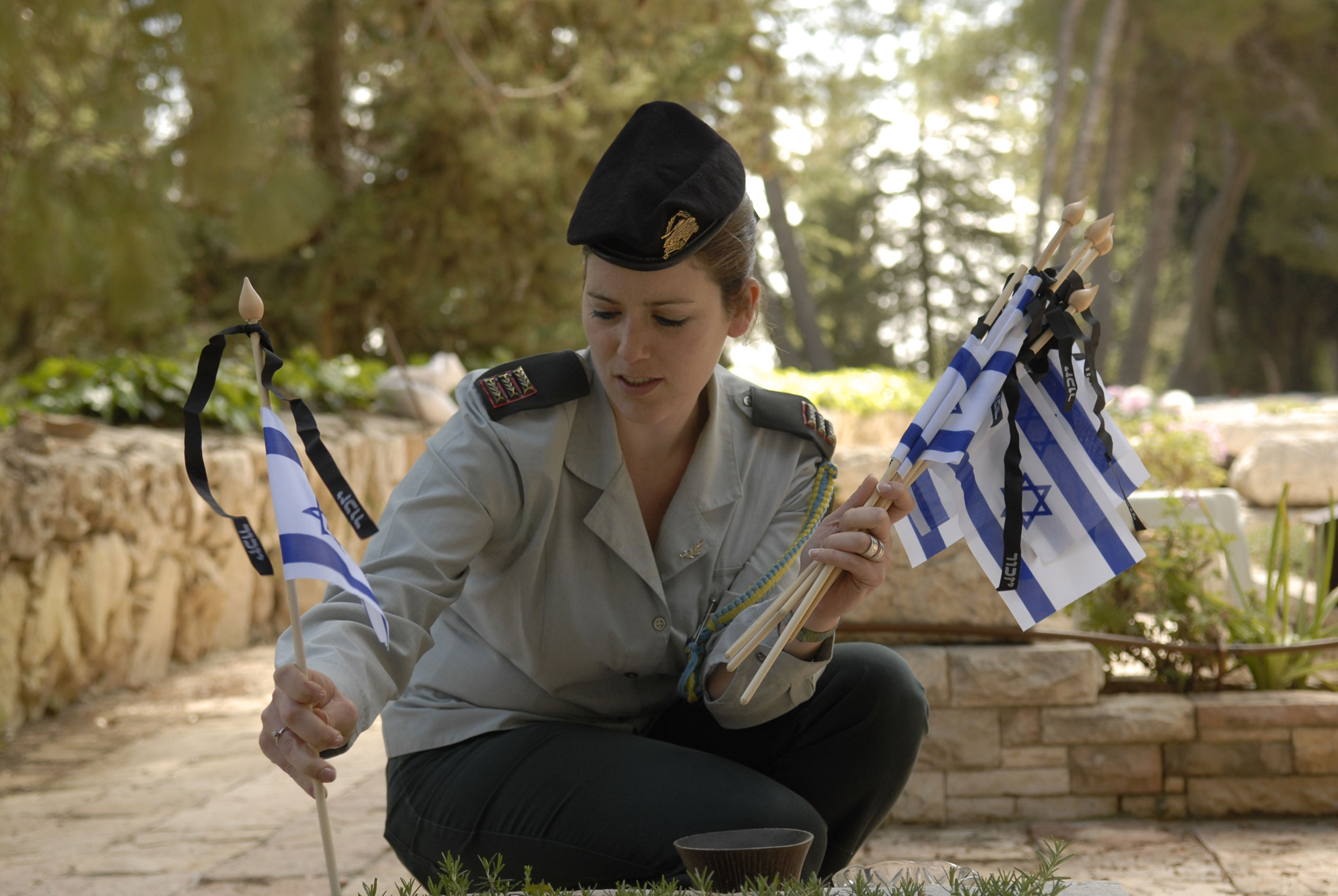
ضابط في الجيش الإسرائيلي تضع أعلام جديدة، مع شريط أسود، على قبور جنود الجيش الإسرائيلي بمناسبة يوم الذكرى.

في 1949 و1950، أول عامين من إعلان استقلال الدولة، جرت حفلات تأبين للجنود الذين سقطوا في حرب 1948 تزامناً مع يوم الاستقلال. كانت المراسم في المقابر العسكرية منسقة بين الجيش الإسرائيلي ووزارة الدفاع. نشأ قلق، أبدته عائلات الجنود الذين سقطوا، إزاء نية إقامة احتفال منفصل ليوم الذكرى مختلف عن احتفالات يوم الاستقلال الوطني. رداً على ذلك، وفي ضوء المناقشة العامة بشأن هذه المسألة، أنشئ رئيس الوزراء دافيد بن غوريون – الذي كان يشغل أيضًا منصب وزير الدفاع – في يناير 1951 «المجلس العام لإحياء ذكرى الجنود». وأوصى هذا المجلس بجعل الرابع من أيار، أي اليوم الذي يسبق يوم الاستقلال، «يوم الذكرى العام لأبطال حرب الاستقلال». ونجح هذا الاقتراح في الحصول على موافقة الحكومة.

## الاحتفال
يوم الذكرى هو يوم الذكرى الوطني الذي تحييه إسرائيل لأولئك الذين سقطوا منذ عام 1860، عندما سمح لليهود لأول مرة بالعيش في فلسطين خارج أسوار البلدة القديمة في القدس.[محل شك] واعتباراً من شهر مايو 2016 كان هذا العدد قد بلغ 23,447. تقام مراسم التأبين الوطنية بحضور القيادة العليا والأفراد العسكريين. يبدأ اليوم بإطلاق صفارات إنذار في مساء اليوم الفائت الساعة 20:00 (08:00 م)، نظراً لأن في نظام التقويم العبري، يبدأ اليوم عند غروب الشمس.